# Gmina Hofors
Gmina Hofors (szw. Hofors kommun) – gmina w Szwecji, w regionie Gävleborg, siedzibą jej władz jest Hofors.
Pod względem zaludnienia Hofors jest 212. gminą w Szwecji. Zamieszkuje ją 10 237 osób, z czego 49,39% to kobiety (5056) i 50,61% to mężczyźni (5181). W gminie zameldowanych jest 478 cudzoziemców. Na każdy kilometr kwadratowy przypada 24,97 mieszkańca. Pod względem wielkości gmina zajmuje 198. miejsce.